# Berit Adolfsson
Berit Judit Alice Adolfsson, född Dahlqvist 8 december 1937 i Karl Johans församling i Göteborg, är en svensk politiker (moderat). Hon var ordinarie riksdagsledamot 1998–2002, invald för Västra Götalands läns västra valkrets.
I riksdagen var hon ledamot i lagutskottet 1998–2002 och suppleant i miljö- och jordbruksutskottet.